# Liga de Naciones de Voleibol Femenino de 2025
La Liga de Naciones de Voleibol Femenino de 2025 es la séptima edición del torneo anual más importante de selecciones nacionales de voleibol femenino.
El evento es organizado por la Federación Internacional de Voleibol (FIVB) entre el 4 de junio y el 27 de julio de 2025 y contará con 18 equipos.

## Equipos participantes
Para esta edición se expandirá a 18 equipos y los participantes ya no serán divididos en equipos principales y desafiantes.
República Checa clasificó tras ganar la Challenger Cup 2024.
Bélgica clasificó como el equipo mejor clasificado de la FIVB.
El último equipo en la clasificación final de la competencia descenderá, para ser reemplazado por el equipo mejor clasificado del mundo para la siguiente VNL.
| Equipos                                   | Equipos                | Equipos                  | Equipos                 | Equipos             | Equipos                                      |
| ----------------------------------------- | ---------------------- | ------------------------ | ----------------------- | ------------------- | -------------------------------------------- |
| Bélgica República Dominicana Países Bajos | Brasil Francia Polonia | Bulgaria Alemania Serbia | Canadá Italia Tailandia | China Japón Turquía | República Checa Corea del Sur Estados Unidos |

## Sistema de competición

### Ronda Preliminar
Los 18 equipos se dividirán en tres bombos de 6 equipos. Cada semana, los equipos deberán jugar 4 partidos contra rivales de sus bombos, en un total de 3 semanas. Ocho equipos de la tabla general clasifican a la ronda final, siendo uno de ellos el anfitrión de la fase final.

### Ronda final
Los siete mejores clasificados de la tabla general junto al anfitrión se enfrentarán en una serie de llaves a partir de cuartos de final. Para asignar los enfrentamientos, el primero de la tabla jugará contra el octavo, el 2.º contra el 7.º, el 3.º contra el 6.º y el 4.º contra el 5.º.
En caso de que el anfitrión clasifique entre los 8 primeros de la tabla, se le asignará la 1.º cabeza de serie. De lo contrario, se le asignará la 8.º.

## Ronda preliminar

### Bombos
| Semana 1                                                       | Semana 1                                                            | Semana 1                                            | Semana 2                                                         | Semana 2                                              | Semana 2                                                    |
| Grupo 1 Ottawa                                                 | Grupo 2 Río de Janeiro                                              | Grupo 3 Beijing                                     | Grupo 4 Estambul                                                 | Grupo 5 Hong Kong                                     | Grupo 6 Belgrado                                            |
| -------------------------------------------------------------- | ------------------------------------------------------------------- | --------------------------------------------------- | ---------------------------------------------------------------- | ----------------------------------------------------- | ----------------------------------------------------------- |
| Canadá Bulgaria República Dominicana Japón Países Bajos Serbia | Brasil República Checa Alemania Italia Corea del Sur Estados Unidos | China Bélgica Francia Polonia Tailandia Turquía     | Turquía Bélgica Brasil Canadá República Dominicana Corea del Sur | China Bulgaria República Checa Italia Japón Tailandia | Serbia Francia Alemania Países Bajos Polonia Estados Unidos |
| Semana 3                                                       |                                                                     |                                                     |                                                                  |                                                       |                                                             |
| Grupo 7 Apeldoorn                                              | Grupo 8 Arlington                                                   | Grupo 9 Kantō                                       |                                                                  |                                                       |                                                             |
| Países Bajos Bélgica República Checa Italia Serbia Turquía     | Estados Unidos Canadá China Alemania República Dominicana Tailandia | Japón Brasil Bulgaria Francia Corea del Sur Polonia |                                                                  |                                                       |                                                             |

### Posiciones
| Posición | Equipo               | Partidos | Partidos | Partidos | Pts | Sets | Sets | Sets  | Puntos | Puntos | Puntos |
| Posición | Equipo               | PJ       | PG       | PP       | Pts | SG   | SP   | Ratio | PG     | PP     | Ratio  |
| -------- | -------------------- | -------- | -------- | -------- | --- | ---- | ---- | ----- | ------ | ------ | ------ |
| 1.º      | Italia               | 12       | 12       | 0        | 33  | 36   | 7    | 5.143 | 1037   | 822    | 1.262  |
| 2.º      | Brasil               | 12       | 11       | 1        | 31  | 33   | 11   | 3.000 | 1051   | 906    | 1.160  |
| 3.º      | Japón                | 12       | 9        | 3        | 27  | 30   | 12   | 2.500 | 966    | 858    | 1.126  |
| 4.º      | Polonia              | 12       | 9        | 3        | 27  | 31   | 15   | 2.067 | 1067   | 957    | 1.115  |
| 5.º      | China                | 12       | 9        | 3        | 24  | 30   | 20   | 1.500 | 1142   | 1059   | 1.059  |
| 6.º      | Turquía              | 12       | 8        | 4        | 23  | 28   | 17   | 1.647 | 1025   | 927    | 1.106  |
| 7.º      | Alemania             | 12       | 7        | 5        | 23  | 29   | 22   | 1.318 | 1110   | 1092   | 1.016  |
| 8.º      | Estados Unidos       | 12       | 7        | 5        | 20  | 26   | 23   | 1.130 | 1084   | 1085   | 0.999  |
| 9.º      | Francia              | 12       | 5        | 7        | 17  | 23   | 25   | 0.920 | 1010   | 1042   | 0.969  |
| 10.º     | Países Bajos         | 12       | 5        | 7        | 15  | 19   | 27   | 0.704 | 972    | 1029   | 0.945  |
| 11.º     | República Checa      | 12       | 5        | 7        | 14  | 21   | 26   | 0.808 | 1032   | 1046   | 0.987  |
| 12.º     | República Dominicana | 12       | 5        | 7        | 13  | 20   | 27   | 0.741 | 1028   | 1071   | 0.960  |
| 13.º     | Bulgaria             | 12       | 4        | 8        | 11  | 19   | 31   | 0.613 | 1001   | 1142   | 0.877  |
| 14.º     | Bélgica              | 12       | 4        | 8        | 11  | 15   | 29   | 0.517 | 931    | 1029   | 0.905  |
| 15.º     | Serbia               | 12       | 3        | 9        | 14  | 21   | 28   | 0.750 | 1043   | 1068   | 0.977  |
| 16.º     | Canadá               | 12       | 3        | 9        | 10  | 19   | 33   | 0.576 | 1099   | 1157   | 0.950  |
| 17.º     | Tailandia            | 12       | 1        | 11       | 6   | 11   | 34   | 0.324 | 948    | 1059   | 0.895  |
| 18.º     | Corea del Sur        | 12       | 1        | 11       | 5   | 11   | 35   | 0.314 | 877    | 1074   | 0.817  |

     Clasificados a la ronda final      Clasificado como anfitrión      Descendida

Actualizado al 13-07-2025. Fuente: VNL

### Resultados

#### Semana 1
- Del 4 al 8 de junio

Grupo 1
- Sede:  TD Place
- Todos los horarios corresponden a la hora de Ottawa, Canadá ( UTC-04:00 )

| Fecha | Hora  | Equipo 1        | Sets  | Equipo 2        | Set 1 | Set 2 | Set 3 | Set 4 | Set 5 | Total   |
| ----- | ----- | --------------- | ----- | --------------- | ----- | ----- | ----- | ----- | ----- | ------- |
| 4 Jun | 11:00 | Países Bajos    | 0 : 3 | Japón           | 17-25 | 15-25 | 16-25 | -     | -     | 48-75   |
| 4 Jun | 16:00 | Rep. Dominicana | 3 : 2 | Serbia          | 26-28 | 19-25 | 25-15 | 25-20 | 18-16 | 113-104 |
| 4 Jun | 19:30 | Bulgaria        | 2 : 3 | Canadá          | 18-25 | 12-25 | 25-23 | 25-19 | 4-15  | 84-107  |
| 5 Jun | 16:00 | Bulgaria        | 3 : 1 | Rep. Dominicana | 25-21 | 30-32 | 25-19 | 31-29 | -     | 111-101 |
| 5 Jun | 19:30 | Canadá          | 1 : 3 | Países Bajos    | 18-25 | 25-22 | 15-25 | 23-25 | -     | 81-97   |
| 6 Jun | 16:00 | Rep. Dominicana | 3 : 2 | Países Bajos    | 22-25 | 25-19 | 28-26 | 22-25 | 15-13 | 112-108 |
| 6 Jun | 19:30 | Serbia          | 0 : 3 | Japón           | 19-25 | 21-25 | 13-25 | -     | -     | 53-75   |
| 7 Jun | 16:00 | Canadá          | 0 : 3 | Japón           | 24-26 | 20-25 | 19-25 | -     | -     | 63-76   |
| 7 Jun | 19:30 | Bulgaria        | 3 : 2 | Serbia          | 12-25 | 25-19 | 25-16 | 10-25 | 17-15 | 89-100  |
| 8 Jun | 11:00 | Rep. Dominicana | 0 : 3 | Japón           | 19-25 | 21-25 | 9-25  | -     | -     | 49-75   |
| 8 Jun | 14:30 | Bulgaria        | 0 : 3 | Países Bajos    | 21-25 | 16-25 | 23-25 | -     | -     | 60-75   |
| 8 Jun | 18:00 | Canadá          | 3 : 2 | Serbia          | 20-25 | 18-25 | 25-20 | 25-18 | 15-12 | 103-100 |

Grupo 2
- Sede:  Maracanãzinho
- Todos los horarios corresponden a la hora de Río de Janeiro, Brasil ( UTC-03:00 )

| Fecha | Hora  | Equipo 1        | Sets  | Equipo 2        | Set 1 | Set 2 | Set 3 | Set 4 | Set 5 | Total   |
| ----- | ----- | --------------- | ----- | --------------- | ----- | ----- | ----- | ----- | ----- | ------- |
| 4 Jun | 14:00 | Estados Unidos  | 0 : 3 | Italia          | 13-25 | 13-25 | 28-30 | -     | -     | 54-80   |
| 4 Jun | 17:30 | República Checa | 0 : 3 | Brasil          | 21-25 | 20-25 | 17-25 | -     | -     | 58-75   |
| 4 Jun | 21:00 | Corea del Sur   | 0 : 3 | Alemania        | 17-25 | 15-25 | 21-25 | -     | -     | 53-75   |
| 5 Jun | 17:30 | Alemania        | 2 : 3 | Italia          | 25-22 | 10-25 | 25-20 | 13-25 | 9-15  | 82-107  |
| 5 Jun | 21:00 | Estados Unidos  | 0 : 3 | Brasil          | 18-25 | 17-25 | 19-25 | -     | -     | 54-75   |
| 6 Jun | 17:30 | Corea del Sur   | 0 : 3 | Italia          | 13-25 | 13-25 | 17-25 | -     | -     | 43-75   |
| 6 Jun | 21:00 | República Checa | 3 : 2 | Estados Unidos  | 23-25 | 20-25 | 25-17 | 25-20 | 27-25 | 120-112 |
| 7 Jun | 10:00 | Alemania        | 2 : 3 | Brasil          | 23-25 | 25-21 | 25-23 | 20-25 | 8-15  | 101-109 |
| 7 Jun | 13:30 | Corea del Sur   | 2 : 3 | República Checa | 25-17 | 17-25 | 25-21 | 9-25  | 9-15  | 85-103  |
| 8 Jun | 10:00 | Brasil          | 0 : 3 | Italia          | 22-25 | 18-25 | 27-29 | -     | -     | 67-79   |
| 8 Jun | 13:30 | República Checa | 1 : 3 | Alemania        | 22-25 | 18-25 | 25-22 | 23-25 | -     | 88-97   |
| 8 Jun | 17:00 | Corea del Sur   | 0 : 3 | Estados Unidos  | 13-25 | 26-28 | 17-25 | -     | -     | 56-78   |

Grupo 3
- Sede:  National Indoor Stadium
- Todos los horarios corresponden a la hora de Pekín, China ( UTC+08:00 )

| Fecha | Hora  | Equipo 1  | Sets  | Equipo 2  | Set 1 | Set 2 | Set 3 | Set 4 | Set 5 | Total   |
| ----- | ----- | --------- | ----- | --------- | ----- | ----- | ----- | ----- | ----- | ------- |
| 4 Jun | 12:30 | Francia   | 1 : 3 | Turquía   | 17-25 | 25-23 | 13-25 | 14-25 | -     | 69-98   |
| 4 Jun | 16:00 | Tailandia | 0 : 3 | Polonia   | 22-25 | 24-26 | 22-25 | -     | -     | 68-76   |
| 4 Jun | 19:30 | China     | 3 : 0 | Bélgica   | 25-18 | 27-25 | 25-13 | -     | -     | 77-56   |
| 5 Jun | 16:00 | Bélgica   | 3 : 1 | Tailandia | 25-22 | 25-23 | 24-26 | 25-22 | -     | 99-93   |
| 5 Jun | 19:30 | China     | 1 : 3 | Polonia   | 22-25 | 25-20 | 19-25 | 21-25 | -     | 87-95   |
| 6 Jun | 16:00 | Francia   | 3 : 1 | Bélgica   | 25-22 | 13-25 | 25-13 | 25-19 | -     | 88-79   |
| 6 Jun | 19:30 | Turquía   | 3 : 0 | Tailandia | 25-23 | 25-14 | 25-22 | -     | -     | 75-59   |
| 7 Jun | 16:00 | Turquía   | 3 : 2 | Polonia   | 25-21 | 18-25 | 25-23 | 22-25 | 15-7  | 105-101 |
| 7 Jun | 19:30 | China     | 3 : 0 | Francia   | 25-17 | 25-18 | 25-11 | -     | -     | 75-46   |
| 8 Jun | 12:30 | Bélgica   | 0 : 3 | Polonia   | 11-25 | 15-25 | 25-27 | -     | -     | 51-77   |
| 8 Jun | 16:00 | Francia   | 1 : 3 | Tailandia | 14-25 | 25-19 | 23-25 | 13-25 | -     | 75-94   |
| 8 Jun | 19:30 | China     | 2 : 3 | Turquía   | 25-19 | 20-25 | 31-29 | 26-28 | 12-15 | 114-116 |

#### Semana 2
- Del 18 al 22 de junio

Grupo 4
- Sede:  Sinan Erdem Dome
- Todos los horarios corresponden a la hora de Estambul, Turquía ( UTC+03:00 )

| Fecha  | Hora  | Equipo 1        | Sets  | Equipo 2        | Set 1 | Set 2 | Set 3 | Set 4 | Set 5 | Total   |
| ------ | ----- | --------------- | ----- | --------------- | ----- | ----- | ----- | ----- | ----- | ------- |
| 18 Jun | 12:30 | Corea del Sur   | 3 : 2 | Canadá          | 27-25 | 25-18 | 15-25 | 20-25 | 15-13 | 102-106 |
| 18 Jun | 16:00 | Bélgica         | 1 : 3 | Brasil          | 22-25 | 26-24 | 16-25 | 15-25 | -     | 79-99   |
| 18 Jun | 19:30 | Rep. Dominicana | 0 : 3 | Turquía         | 25-27 | 19-25 | 26-28 | -     | -     | 70-80   |
| 19 Jun | 16:00 | Bélgica         | 0 : 3 | Rep. Dominicana | 14-25 | 18-25 | 25-27 | -     | -     | 57-77   |
| 19 Jun | 19:30 | Canadá          | 0 : 3 | Turquía         | 16-25 | 18-25 | 24-26 | -     | -     | 58-76   |
| 20 Jun | 16:00 | Corea del Sur   | 1 : 3 | Bélgica         | 16-25 | 25-20 | 29-31 | 12-25 | -     | 82-101  |
| 20 Jun | 19:30 | Canadá          | 0 : 3 | Brasil          | 20-25 | 23-25 | 23-25 | -     | -     | 66-75   |
| 21 Jun | 16:00 | Rep. Dominicana | 0 : 3 | Brasil          | 23-25 | 18-25 | 20-25 | -     | -     | 61-75   |
| 21 Jun | 19:30 | Corea del Sur   | 0 : 3 | Turquía         | 11-25 | 13-25 | 17-25 | -     | -     | 41-75   |
| 22 Jun | 12:30 | Bélgica         | 3 : 2 | Canadá          | 22-25 | 25-13 | 21-25 | 25-22 | 18-16 | 111-101 |
| 22 Jun | 16:00 | Corea del Sur   | 2 : 3 | Rep. Dominicana | 25-19 | 17-25 | 25-19 | 20-25 | 14-16 | 101-104 |
| 22 Jun | 19:30 | Turquía         | 1 : 3 | Brasil          | 18-25 | 25-23 | 23-25 | 15-25 | -     | 81-98   |

Grupo 5
- Sede:  Kai Tak Arena
- Todos los horarios corresponden a la hora de Hong Kong, China ( UTC+08:00 )

| Fecha  | Hora  | Equipo 1        | Sets  | Equipo 2        | Set 1 | Set 2 | Set 3 | Set 4 | Set 5 | Total   |
| ------ | ----- | --------------- | ----- | --------------- | ----- | ----- | ----- | ----- | ----- | ------- |
| 18 Jun | 13:30 | Bulgaria        | 1 : 3 | Italia          | 17-25 | 25-23 | 15-25 | 15-25 | -     | 72-98   |
| 18 Jun | 17:00 | Tailandia       | 2 : 3 | Japón           | 25-18 | 25-23 | 20-25 | 15-25 | 11-15 | 96-106  |
| 18 Jun | 20:30 | República Checa | 1 : 3 | China           | 27-29 | 25-23 | 15-25 | 22-25 | -     | 89-102  |
| 19 Jun | 17:00 | Tailandia       | 0 : 3 | Italia          | 19-25 | 20-25 | 18-25 | -     | -     | 57-75   |
| 19 Jun | 20:30 | Bulgaria        | 2 : 3 | China           | 21-25 | 25-22 | 15-25 | 26-24 | 14-16 | 101-112 |
| 20 Jun | 17:00 | Bulgaria        | 0 : 3 | República Checa | 19-25 | 22-25 | 11-25 | -     | -     | 52-75   |
| 20 Jun | 20:30 | Japón           | 2 : 3 | Italia          | 23-25 | 25-16 | 15-25 | 25-20 | 17-19 | 105-105 |
| 21 Jun | 16:30 | República Checa | 3 : 0 | Tailandia       | 25-18 | 25-16 | 32-30 | -     | -     | 82-64   |
| 21 Jun | 20:00 | Japón           | 1 : 3 | China           | 15-25 | 12-25 | 25-18 | 22-25 | -     | 74-93   |
| 22 Jun | 13:00 | Bulgaria        | 3 : 2 | Tailandia       | 26-24 | 25-13 | 21-25 | 22-25 | 15-9  | 109-96  |
| 22 Jun | 16:30 | República Checa | 0 : 3 | Japón           | 22-25 | 17-25 | 20-25 | -     | -     | 59-75   |
| 22 Jun | 20:00 | China           | 0 : 3 | Italia          | 21-25 | 30-32 | 11-25 | -     | -     | 62-82   |

Grupo 6
- Sede:  Belgrade Arena
- Todos los horarios corresponden a la hora de Belgrado, Serbia ( UTC+01:00 )

| Fecha  | Hora  | Equipo 1       | Sets  | Equipo 2       | Set 1 | Set 2 | Set 3 | Set 4 | Set 5 | Total   |
| ------ | ----- | -------------- | ----- | -------------- | ----- | ----- | ----- | ----- | ----- | ------- |
| 18 Jun | 13:00 | Francia        | 2 : 3 | Alemania       | 23-25 | 25-17 | 27-25 | 28-30 | 11-15 | 114-112 |
| 18 Jun | 16:30 | Países Bajos   | 2 : 3 | Polonia        | 25-17 | 23-25 | 25-17 | 12-25 | 10-15 | 95-99   |
| 18 Jun | 20:00 | Serbia         | 2 : 3 | Estados Unidos | 22-25 | 20-25 | 25-22 | 25-22 | 11-15 | 103-109 |
| 19 Jun | 16:30 | Estados Unidos | 1 : 3 | Polonia        | 25-20 | 20-25 | 17-25 | 18-25 | -     | 80-95   |
| 19 Jun | 20:00 | Alemania       | 3 : 1 | Serbia         | 25-22 | 23-25 | 25-17 | 25-23 | -     | 98-85   |
| 20 Jun | 16:30 | Francia        | 3 : 0 | Países Bajos   | 25-21 | 25-19 | 25-20 | -     | -     | 75-60   |
| 20 Jun | 20:00 | Alemania       | 0 : 3 | Polonia        | 16-25 | 16-25 | 20-25 | -     | -     | 52-75   |
| 21 Jun | 16:30 | Países Bajos   | 0 : 3 | Estados Unidos | 18-25 | 22-25 | 19-25 | -     | -     | 59-75   |
| 21 Jun | 20:00 | Francia        | 3 : 2 | Serbia         | 21-25 | 25-16 | 16-25 | 25-15 | 15-13 | 102-94  |
| 22 Jun | 13:00 | Alemania       | 2 : 3 | Países Bajos   | 23-25 | 25-19 | 21-25 | 25-23 | 10-15 | 104-107 |
| 22 Jun | 16:30 | Francia        | 2 : 3 | Estados Unidos | 22-25 | 24-26 | 25-20 | 25-21 | 13-15 | 109-107 |
| 22 Jun | 20:00 | Serbia         | 1 : 3 | Polonia        | 25-22 | 22-25 | 22-25 | 23-25 | -     | 92-97   |

#### Semana 3
- Del 9 al 13 de julio

Grupo 7
- Sede:  Omnisport
- Todos los horarios corresponden a la hora de Apeldoorn, Países Bajos ( UTC+01:00 )

| Fecha  | Hora  | Equipo 1        | Sets  | Equipo 2     | Set 1 | Set 2 | Set 3 | Set 4 | Set 5 | Total   |
| ------ | ----- | --------------- | ----- | ------------ | ----- | ----- | ----- | ----- | ----- | ------- |
| 9 Jul  | 13:00 | República Checa | 1 : 3 | Serbia       | 25-22 | 22-25 | 26-28 | 18-25 | -     | 91-100  |
| 9 Jul  | 17:00 | Italia          | 3 : 0 | Bélgica      | 25-19 | 25-15 | 25-18 | -     | -     | 75-52   |
| 9 Jul  | 20:30 | Países Bajos    | 0 : 3 | Turquía      | 19-25 | 16-25 | 21-25 | -     | -     | 56-75   |
| 10 Jul | 17:00 | Italia          | 3 : 0 | Serbia       | 25-17 | 26-24 | 25-20 | -     | -     | 76-61   |
| 10 Jul | 20:30 | Bélgica         | 1 : 3 | Países Bajos | 24-26 | 22-25 | 25-22 | 22-25 | -     | 93-98   |
| 11 Jul | 17:00 | Bélgica         | 0 : 3 | Serbia       | 24-26 | 19-25 | 16-25 | -     | -     | 59-76   |
| 11 Jul | 20:30 | República Checa | 3 : 1 | Turquía      | 25-22 | 25-21 | 4-25  | 25-20 | -     | 79-88   |
| 12 Jul | 15:00 | República Checa | 2 : 3 | Países Bajos | 23-25 | 25-23 | 25-14 | 19-25 | 10-15 | 102-102 |
| 12 Jul | 19:30 | Turquía         | 2 : 3 | Italia       | 19-25 | 25-21 | 25-21 | 20-25 | 11-15 | 100-107 |
| 13 Jul | 12:30 | República Checa | 1 : 3 | Bélgica      | 25-19 | 23-25 | 17-25 | 21-25 | -     | 86-94   |
| 13 Jul | 16:00 | Países Bajos    | 0 : 3 | Italia       | 23-25 | 26-28 | 18-25 | -     | -     | 67-78   |
| 13 Jul | 20:00 | Serbia          | 3 : 0 | Turquía      | 25-18 | 25-20 | 25-18 | -     | -     | 75-56   |

Grupo 8
- Sede:  College Park Centre
- Todos los horarios corresponden a la hora de Arlington, Estados Unidos ( UTC-06:00 )

| Fecha  | Hora  | Equipo 1        | Sets  | Equipo 2        | Set 1 | Set 2 | Set 3 | Set 4 | Set 5 | Total   |
| ------ | ----- | --------------- | ----- | --------------- | ----- | ----- | ----- | ----- | ----- | ------- |
| 9 Jul  | 12:30 | Alemania        | 3 : 2 | Canadá          | 24-26 | 25-20 | 23-25 | 25-23 | 15-13 | 112-107 |
| 9 Jul  | 16:00 | Rep. Dominicana | 2 : 3 | China           | 22-25 | 25-17 | 25-22 | 22-25 | 13-15 | 107-104 |
| 9 Jul  | 19:30 | Tailandia       | 1 : 3 | Estados Unidos  | 26-28 | 25-21 | 25-27 | 15-25 | -     | 91-101  |
| 10 Jul | 16:00 | Tailandia       | 0 : 3 | Alemania        | 24-26 | 19-25 | 11-25 | -     | -     | 54-76   |
| 10 Jul | 19:30 | Rep. Dominicana | 1 : 3 | Estados Unidos  | 25-23 | 19-25 | 16-25 | 20-25 | -     | 80-98   |
| 11 Jul | 16:00 | Tailandia       | 0 : 3 | Rep. Dominicana | 21-25 | 18-25 | 23-25 | -     | -     | 62-75   |
| 11 Jul | 19:30 | Canadá          | 1 : 3 | ' China         | 22-25 | 15-25 | 25-22 | 23-25 | -     | 85-97   |
| 12 Jul | 16:00 | Alemania        | 2 : 3 | China           | 25-22 | 26-24 | 21-25 | 17-25 | 16-18 | 105-114 |
| 12 Jul | 20:00 | Canadá          | 2 : 3 | Estados Unidos  | 24-26 | 25-23 | 25-20 | 21-25 | 17-19 | 112-113 |
| 13 Jul | 11:30 | Alemania        | 3 : 1 | Rep. Dominicana | 25-20 | 25-13 | 21-25 | 25-21 | -     | 96-79   |
| 13 Jul | 15:00 | Tailandia       | 2 : 3 | Canadá          | 25-17 | 23-25 | 28-30 | 25-23 | 13-15 | 114-110 |
| 13 Jul | 19:00 | China           | 3 : 2 | Estados Unidos  | 18-25 | 19-25 | 25-21 | 25-16 | 18-16 | 105-103 |

Grupo 9
- Sede:  Chiba Port Arena
- Todos los horarios corresponden a la hora de Kantō, Japón ( UTC+09:00 )

| Fecha  | Hora  | Equipo 1      | Sets  | Equipo 2 | Set 1 | Set 2 | Set 3 | Set 4 | Set 5 | Total   |
| ------ | ----- | ------------- | ----- | -------- | ----- | ----- | ----- | ----- | ----- | ------- |
| 9 Jul  | 12:30 | Bulgaria      | 1 : 3 | Brasil   | 21-25 | 29-27 | 10-25 | 19-25 | -     | 79-102  |
| 9 Jul  | 16:00 | Corea del Sur | 1 : 3 | Polonia  | 25-18 | 19-25 | 14-25 | 26-28 | -     | 84-96   |
| 9 Jul  | 19:30 | Francia       | 0 : 3 | Japón    | 23-25 | 16-25 | 19-25 | -     | -     | 58-75   |
| 10 Jul | 16:00 | Francia       | 2 : 3 | Brasil   | 25-23 | 21-25 | 25-17 | 21-25 | 11-15 | 103-105 |
| 10 Jul | 20:00 | Corea del Sur | 0 : 3 | Japón    | 21-25 | 25-27 | 22-25 | -     | -     | 68-77   |
| 11 Jul | 16:00 | Bulgaria      | 1 : 3 | Francia  | 22-25 | 25-21 | 17-25 | 22-25 | -     | 86-96   |
| 11 Jul | 19:30 | Polonia       | 1 : 3 | Brasil   | 22-25 | 21-25 | 25-21 | 22-25 | -     | 90-96   |
| 12 Jul | 16:00 | Corea del Sur | 2 : 3 | Bulgaria | 22-25 | 20-25 | 25-21 | 25-23 | 13-15 | 105-109 |
| 12 Jul | 19:30 | Japón         | 3 : 1 | Polonia  | 25-21 | 23-25 | 25-23 | 25-22 | -     | 98-91   |
| 13 Jul | 11:30 | Corea del Sur | 0 : 3 | Francia  | 17-25 | 19-25 | 21-25 | -     | -     | 57-75   |
| 13 Jul | 15:00 | Bulgaria      | 0 : 3 | Polonia  | 13-25 | 19-25 | 17-25 | -     | -     | 49-75   |
| 13 Jul | 18:45 | Japón         | 0 : 3 | Brasil   | 17-25 | 18-25 | 20-25 | -     | -     | 55-75   |

## Ronda final
- Del 23 al 27 de julio

- Sede:  Atlas Arena
- Todos los horarios corresponden a la hora de Łódź , Polonia ( UTC+02:00 ).

|  | Cuartos de final | Cuartos de final | Cuartos de final |         |   | Semifinales | Semifinales | Semifinales |   |               | Final         | Final         | Final       |  |
|  | 23 y 24 de julio | 23 y 24 de julio | 23 y 24 de julio |         |   | 26 de julio | 26 de julio | 26 de julio |   |               | 27 de julio   | 27 de julio   | 27 de julio |  |
|  |                  |                  |                  |         |   |             |             |             |   |               |               |               |             |  |
|  |                  |                  |                  |         |   |             |             |             |   |               |               |               |             |  |
|  | 1                | Italia           | 3                |         |   |             |             |             |   |               |               |               |             |  |
|  | 1                | Italia           | 3                |         |   |             |             |             |   |               |               |               |             |  |
|  | 8                | Estados Unidos   | 0                |         |   |             |             |             |   |               |               |               |             |  |
|  | 8                | Estados Unidos   | 0                |         | 1 | Italia      | 3           |             |   |               |               |               |             |  |
|  | 23 de julio      |                  |                  |         | 1 | Italia      | 3           |             |   |               |               |               |             |  |
|  |                  |                  | 4                | Polonia | 0 |             |             |             |   |               |               |               |             |  |
|  | 4                | Polonia          | 4                | Polonia | 0 | 3           |             |             |   |               |               |               |             |  |
|  | 4                | Polonia          |                  |         |   |             |             |             |   |               |               |               |             |  |
|  | 5                | China            | 2                |         |   |             |             |             |   |               |               |               |             |  |
|  | 5                | China            | 2                |         |   |             |             |             |   | 1             | Italia        | 3             |             |  |
|  |                  |                  |                  |         |   |             |             |             |   | 1             | Italia        | 3             |             |  |
|  |                  |                  | 2                | Brasil  | 1 |             |             |             |   |               |               |               |             |  |
|  | 2                | Brasil           | 2                | Brasil  | 1 | 3           |             |             |   |               |               |               |             |  |
|  | 2                | Brasil           |                  |         |   |             |             |             |   |               |               |               |             |  |
|  | 7                | Alemania         | 0                |         |   |             |             |             |   |               |               |               |             |  |
|  | 7                | Alemania         | 0                |         | 2 | Brasil      | 3           |             |   | Tercer puesto | Tercer puesto | Tercer puesto |             |  |
|  | 24 de julio      |                  |                  |         | 2 | Brasil      | 3           |             |   | Tercer puesto | Tercer puesto | Tercer puesto |             |  |
|  |                  |                  | 3                | Japón   | 2 |             |             |             |   |               |               |               |             |  |
|  | 3                | Japón            | 3                | Japón   | 2 | 3           |             |             | 4 | Polonia       | 3             |               |             |  |
|  | 3                | Japón            |                  |         |   |             |             |             | 4 | Polonia       | 3             |               |             |  |
|  | 6                | Turquía          | 2                |         |   |             |             |             |   |               | 3             | Japón         | 1           |  |
|  | 6                | Turquía          | 2                |         |   |             |             |             |   |               | 3             | Japón         | 1           |  |
|  |                  |                  |                  |         |   |             |             |             |   |               |               |               |             |  |

### Cuartos de final
| Fecha       | Hora  | Equipo 1 | Sets | Equipo 2       | Set 1 | Set 2 | Set 3 | Set 4 | Set 5 | Total   |
| ----------- | ----- | -------- | ---- | -------------- | ----- | ----- | ----- | ----- | ----- | ------- |
| 23 de julio | 16:30 | Italia   | 3-0  | Estados Unidos | 25-22 | 25-21 | 28-26 | -     | -     | 78-69   |
| 23 de julio | 20:00 | Polonia  | 3-2  | China          | 17-25 | 25-20 | 19-25 | 25-19 | 15-12 | 101-101 |
| 24 de julio | 16:30 | Japón    | 3-2  | Turquía        | 25-21 | 16-25 | 25-20 | 22-25 | 15-9  | 103-100 |
| 24 de julio | 20:00 | Brasil   | 3-0  | Alemania       | 25-19 | 26-24 | 25-14 | -     | -     | 76-57   |

### Semifinales
| Fecha       | Hora  | Equipo 1 | Sets | Equipo 2 | Set 1 | Set 2 | Set 3 | Set 4 | Set 5 | Total  |
| ----------- | ----- | -------- | ---- | -------- | ----- | ----- | ----- | ----- | ----- | ------ |
| 26 de julio | 16:00 | Italia   | 3-0  | Polonia  | 25-18 | 25-16 | 25-14 | -     | -     | 75-48  |
| 26 de julio | 20:00 | Brasil   | 3-2  | Japón    | 23-25 | 25-21 | 25-18 | 19-25 | 15-8  | 107-97 |

### Tercer lugar
| Fecha       | Hora  | Equipo 1 | Sets | Equipo 2 | Set 1 | Set 2 | Set 3 | Set 4 | Set 5 | Total |
| ----------- | ----- | -------- | ---- | -------- | ----- | ----- | ----- | ----- | ----- | ----- |
| 27 de julio | 16:00 | Polonia  | 3-1  | Japón    | 25-15 | 24-26 | 25-16 | 25-23 | -     | 99-80 |

### Final
| Fecha       | Hora  | Equipo 1 | Sets | Equipo 2 | Set 1 | Set 2 | Set 3 | Set 4 | Set 5 | Total |
| ----------- | ----- | -------- | ---- | -------- | ----- | ----- | ----- | ----- | ----- | ----- |
| 27 de julio | 20:00 | Italia   | 3-1  | Brasil   | 22-25 | 25-18 | 25-22 | 25-22 | -     | 97-87 |

## Posiciones finales
| Pos.              | Equipo               |
| ----------------- | -------------------- |
| Medalla de oro    | Italia               |
| Medalla de plata  | Brasil               |
| Medalla de bronce | Polonia              |
| 4                 | Japón                |
| 5                 | China                |
| 6                 | Turquía              |
| 7                 | Alemania             |
| 8                 | Estados Unidos       |
| 9                 | Francia              |
| 10                | Países Bajos         |
| 11                | República Checa      |
| 12                | República Dominicana |
| 13                | Bulgaria             |
| 14                | Bélgica              |
| 15                | Serbia               |
| 16                | Canadá               |
| 17                | Tailandia            |
| 18                | Corea del Sur        |

| \| \| \| \| \| Campeón Italia[4] 3.er título \| Plantel: 1 Anna Gray, 2 Alice Degradi, 3 Carlotta Cambi, 6 Monica De Gennaro, 7 Eleonora Fersino, 8 Alessia Orro, 11 Anna Danesi , 14 Linda Nwakalor, 16 Stella Nervini, 17 Miriam Fatime Sylla, 18 Paola Ogechi Egonu, 19 Sarah Luisa Fahr, 22 Gaia Giovannini, 24 Ekaterina Antropova. Entrenador: Julio Velasco |
| |
| |
| Campeón Italia 3.er título |

|                            |
|                            |
| Campeón Italia 3.er título |

## Distinciones individuales
| Categoría                   | Ganadora                         |
| --------------------------- | -------------------------------- |
| Jugadora Más Valiosa (MVP)  | Monica De Gennaro                |
| Mejor colocadora / armadora | Alessia Orro                     |
| Mejor atacante opuesta      | Paola Egonu                      |
| Mejor punta / receptora     | Myriam Sylla Gabi                |
| Mejor central / medio       | Julia Kudiess Agnieszka Korneluk |
| Mejor líbero                | Monica De Gennaro                |
| Mayor anotadora             | Wu Mengjie (255 pts)             |